# Жакареи
Жакареи (порт. Jacareí) — город и муниципалитет в Бразилии, входит в штат Сан-Паулу. Составная часть мезорегиона Вали-ду-Параиба-Паулиста. Входит в экономико-статистический микрорегион Сан-Жозе-дус-Кампус. Население составляет 207 028 человек на 2007 год. Занимает площадь 460,073 км². Плотность населения — 459,8 чел./км².
Праздник города — 3 апреля.

## История
Город основан в 1652 году.

## Статистика
- Валовой внутренний продукт на 2003 составляет 3.292.239.347,00 реалов (данные: Бразильский институт географии и статистики).
- Валовой внутренний продукт на душу населения на 2003 составляет 16.276,94 реалов (данные: Бразильский институт географии и статистики).
- Индекс развития человеческого потенциала на 2000 составляет 0,809 (данные: Программа развития ООН).

## География
Климат местности: субтропический. В соответствии с классификацией Кёппена, климат относится к категории Cwa.